# 이학영
이학영(李學永, 1952년 4월 16일~)은 대한민국의 정치인으로, 제19·20·21·22대 국회의원이다. 대한민국 제22대 국회 전반기 국회부의장(2024. 6.~)이다. 시민운동가 출신으로 제19대 국회의원 선거를 통해 의회에 진출했다. 이후 20·21·22대 총선에서 당선된 4선 국회의원이다.

## 생애
순창농림고등학교, 전남대학교 국어국문학과 졸업.
학창시절에는 516장학재단의 장학금을 받았다고 한다. 그래서 그 시절까지는 사실 자신에게 장학금을 준 박정희 대통령을 존경하던 소년이었다고 한다.
원래 어릴적 꿈은 시인이었다가 고교시절에 공무원이나 군인이 되어 가족들을 부양하는 것으로 목표를 바꾸게 되었다고 하는데, 결국은 대학에 가서 3학년때 학생회장이 되고 학생운동을 하게 되다가 국가권력에 핍박받게 되면서 그뒤로 계속 운동권 인생의 길을 걷게 되었다.
남민전(남조선민족해방전선) 사건의 주모자 중 일인으로서, 무장공산혁명을 수행하기 위한 자금 확보의 일환으로 민가에 침입해 집단 강도행위를 하다, 이를 저지하던 경비원을 칼로 상해한 혐의로 구속된 경력이 있다. 노무현 대통령 집권기에, 이를 민주화를 위한 강도행위로 인정하여 사면하였다. 다만 강도상해 혐의와 관련하여 당시 실제 경비원을 다치게 만든 건 그가 아니었다는 증언이 나중에 나왔다. 19대 총선 때 사건 당사자 중 한 사람이 사건 당시에 칼로 찌른 사람은 다른 사람이었다고 증언한 것. 이학영 본인도 후일 "사건 당시 현장에서 나만 붙잡혔기 때문에 도망친 다른 동료들을 보호하려고 모두 내가 한 일이라고 했던 것"이라고 밝혔다.
학생운동은 의도치 않은 계기에서 시작하게 되었는데 평소 데모같은 것에도 별 관심도 없이 학교를 다녔다가 학생운동을 하는 친구를 잘 알고 있었다는 이유로 국가안전기획부에서 억울하게 붙잡혀서 고문을 당한 것이 학생운동에 입문하게 된 계기였다고 한다.
가난한 집안을 부양하기 위해서 공무원을 꿈꾸면서 학생운동을 멀리했던 시절, 다른 남학생들이 죄다 학생운동을 하다가 붙잡혀 가는 바람에 어쩔 수 없이 학생회장을 떠맡았는데, 이 때문에 수사관에 잡혀가 각목으로 구타를 당하고 손발과 손가락을 묶고 얼굴에 수건을 씌워서 물고문을 당하고 구속까지 되었다고 한다.
그리고 풀려난 후 국가로부터 배신을 당했다는 생각에 혼자 통곡했다고. 이 사실은 테러방지법 필리버스터 때 본인이 밝히면서 널리 알려졌다.
1984년 '실천문학'으로 등단하였다. 당시도 사회운동 중이라서 조카의 이름으로 등단했다고 한다.

## 학력
- 1962년 쌍치국민학교 전학
- 1965년 풍산국민학교 졸업
- 1968년 순창중학교 졸업
- 1971년 순창농림고등학교 졸업
- 1985년 전남대학교 인문사회과학대학 국어국문학 학사
- 1996년 전남대학교 행정대학원 행정학 석사
- 1998년 순천대학교 대학원 교육학(박사과정 수료)
- 2006년 전남대학교 대학원 NGO학(박사과정 수료)

## 경력
- 2000년~2003년: 순천YMCA 사무총장
- 2003년~2011년: 한국YMCA전국연맹 사무총장, 한국소비자단체협의회 이사, 한국청소년단체협의회 이사
- 2005년~2011년: 에너지시민연대 공동대표, 희망제작소 이사
- 2006년~2009년: 투명사회협약실천협의회 집행위원장
- 2008년~2011년: 시민사회단체엽대회의 상임공동대표
- 2009년~2011년: 사람사는세상 노무현재단 이사
- 2012년 4월 11일: 대한민국 제19대 국회의원 선거 당선(경기 군포시, 민주통합당, 초선)
- 2012년 5월~2013년 5월: 민주통합당 경기도당 군포시 지역위원회 위원장
- 2013년 5월~2014년 3월 민주당 경기도당 군포시 지역위원회 위원장
- 2014년 3월~2015년 12월: 새정치민주연합 경기도당 군포시 지역위원회 위원장
- 2014년 8월~2015년 12월: 새정치민주연합→더불어민주당 대외협력위원회 위원장
- 2015년 12월~2016년 5월: 더불어민주당 경기도당 군포시 지역위원회 위원장
- 2015년 12월~2018년 10월: 더불어민주당 을지로위원장
- 2016년 4월 13일: 대한민국 제20대 국회의원 선거 당선(경기 군포시 을, 더불어민주당, 재선)
- 2016년 5월~2020년 5월: 더불어민주당 경기도당 군포시 을 지역위원회 위원장
- 2017년 2월~2018년 8월: 더불어민주당 인재영입위원회 부위원장
- 2017년 4월~2017년 5월: 제19대 대통령 선거 더불어민주당 문재인 대통령 후보 국민주권공동선거대책위원회 을지로민생본부 공동본부장
- 2018년 9월~2020년 8월: 더불어민주당 예산결산위원회 위원장
- 2020년 4월 15일: 대한민국 제21대 국회의원 선거 당선(경기 군포시, 더불어민주당, 3선)
- 2020년 5월~: 더불어민주당 경기도당 군포시 지역위원회 위원장
- 2021년 4월~2021년 5월: 더불어민주당 비상대책위원
- 2021년 5월~: 더불어민주당 반도체기술특별위원회 고문
- 2022년 12월~2024년 10월: 더불어민주당 당무감사원 원장
- 2023년~: 사람사는세상 노무현재단 상임고문
- 2024년 4월 10일: 대한민국 제22대 국회의원 선거 당선(경기 군포시, 더불어민주당, 4선)

### 의정 활동
- 2012년 5월 30일~2016년 5월 29일: 제19대 국회의원(경기 군포시, 민주통합당→민주당→새정치민주연합→더불어민주당, 초선)
  - 2012년 7월~2013년 5월: 제19대 국회 전반기 보건복지위원회 위원
  - 2013년 5월~2016년 5월: 제19대 국회 전반기, 후반기 정무위원회 위원
- 2016년 5월 30일~2020년 5월 29일: 제20대 국회의원(경기 군포시 을, 더불어민주당, 재선)
  - 2016년 6월~2018년 5월: 제20대 국회 전반기 정무위원회 간사
  - 2017년 6월~2018년 5월: 제20대 국회 전반기 예산결산특별위원회 위원
  - 2018년 7월~2020년 5월: 제20대 국회 후반기 정무위원회 위원
- 2020년 5월 30일~2024년 5월 29일: 제21대 국회의원(경기 군포시, 더불어민주당, 3선)
  - 2020년 6월~2022년 5월: 제21대 국회 전반기 산업통상자원중소벤처기업위원회 위원장
  - 2022년 7월~2023년 12월: 제21대 국회 후반기 환경노동위원회 위원
  - 2022년 7월~2023년 5월: 제21대 국회 후반기 예산결산특별위원회 위원
  - 2022년 7월~2024년 5월: 제21대 국회 민생경제안정 특별위원회 위원
  - 2023년 12월~2023년 12월: 제21대 국회 후반기 국토교통위원회 위원
  - 2023년 12월~2024년 5월: 제21대 국회 후반기 환경노동위원회 위원
- 2024년 5월 30일~: 제22대 국회의원(경기 군포시, 더불어민주당, 4선)
  - 2024년 6월~: 제22대 국회 전반기 국회부의장
  - 2024년 6월~: 제22대 국회 전반기 환경노동위원회 위원

## 전과
- 강도상해: 징역 3년 6월 - 1979년 10월 4일 선고[2]
- 국가보안법위반, 반공법위반: 징역 5년, 자격정지 5년 - 1980년 5월 2일 선고, 1988년 12월 21일 특별사면[2]
- 공직선거및선거부정방지법위반: 벌금 100만원 - 2000년 7월 7일 선고, 2003년 8월 15일 특별복권[2]

## 상훈
- 1991년: 계간문예 신인상
- 1992년: 농민 문학상
- 2018년: 국회의원 아름다운 말 선플상
- 2019년: 제6회 지구촌희망펜상 의정활동 부문 대상

## 역대 선거 결과
|  | 51.32% |

|  | 43.85% |

|  | 57.41% |

|  | 56.92% |

## 소속 정당
| 소속 정당 | 소속 정당      | 소속 기간 | 비고           |
| --------- | -------------- | --------- | -------------- |
|           | 시민통합당     | 2011      | 창당 정계 입문 |
|           | 민주통합당     | 2011~2013 | 합당           |
|           | 민주당         | 2013~2014 | 당명 변경      |
|           | 새정치민주연합 | 2014~2015 | 합당           |
|           | 더불어민주당   | 2015~현재 | 당명 변경      |

## 같이 보기
- 군포시 (1996년 선거구)
- 군포시 (2020년 선거구)
- 군포시 을
- 군포시의 국회의원
- 대한민국의 국회부의장